# Aplogompha obscura
Aplogompha obscura là một loài bướm đêm trong họ Geometridae.